# Хара-Балгас

План Хара-Балгасуна, сделанный в 1891 году

Хара-Балгас, или Карабалгасун («чёрный город»), — древняя столица Уйгурского каганата в VIII—IX веках, называвшаяся также Орду-Балык («столичный город»).

## Местоположение и история
Расположена на территории Монголии, на левом берегу реки Орхон, в 17 км к северо-востоку от развалин столицы Монгольской империи — Каракорума и в 15 км к северу от буддийского монастыря Эрдэни-Дзу.
Город был разрушен и сожжён захватившими его в 840 году енисейскими кыргызами. Столица уйгуров имела чёткую планировку многоэтажных зданий. Это был большой город, окруженный валами, за которыми находились пригороды, оросительные каналы, пашни и сады, население которого достигало 100 000 человек. К юго-западу от центральной части столицы была построена крепость и цитадель, стены из глины-сырца которой и ныне сохранились на высоту в 12 м, а сторожевая башня — 14 м. Внутри крепости располагался дворец, к югу от крепости находился храмовый комплекс и здания-хозяйства уйгурских каганов, о чём говорит найденная здесь стела в виде дракона с надписями на согдийском, уйгурском и китайском языках и посвящённая Идигяню, одному из уйгурских каганов, живших в VIII веке. Город и крепость носят явные следы пожара и разрушений.
Хара-Балгас обнаружен в 1871 году российским путешественником Падериным, затем описан в 1889 году Н. М. Ядринцевым и в 1891 году В. В. Радловым. Раскопки проводились в 1949 году совместной советско-монгольской археологической экспедицией под руководством С. В. Киселёва.